# Barbula zetterstedtii
Barbula zetterstedtii là một loài rêu trong họ Pottiaceae. Loài này được (Schimp.) Kindb. mô tả khoa học đầu tiên năm 1883.